# Вісенте Пальмаролі
Вісенте Пальмаролі (ісп. Vicente Palmaroli 5 вересня 1834, (Сарсалехо) Мадрид — 25 січня 1896, Мадрид) — іспанський художник середини 19 ст. Створював портрети, брався за побутовий і батальний жанри. Працював в стилі академічного реалізму і того стилю, що був наближений до легковажного неорококо.

## Ранні роки
Походив з родини художника. Батько, Гаетано Пальмаролі, був італійським художником і літографом. Він же став першим вчителем для сина. Батько помер 1853 і син став чиновником-охоронцем в королівських колекціях.

## Художня освіта і перебування в Італії
1857 року він взяв відпустку з метою створити подорож до Італії для стажування в мистецтві.
В Римі він прєднався до колонії іспанських художників. що прибули туди раніше за нього. Серед них були — Діоскоро Пуебла, Бенет Меркейд, Луїс Альварес Катала, Хосе Касадо дель Алісал, Маріано Фортуні, Алехо Вера, Едоардо Росалесом.
1862 року Вісенте Пальмаролі дав дві власні картини (створені в Італії) на Національну виставку в Мадриді, де виборов перший приз.
Пальмаролі повернувся до Рима 1863 року і перебував у Італії до 1866 року.

## Залежність від салонного мистецтва

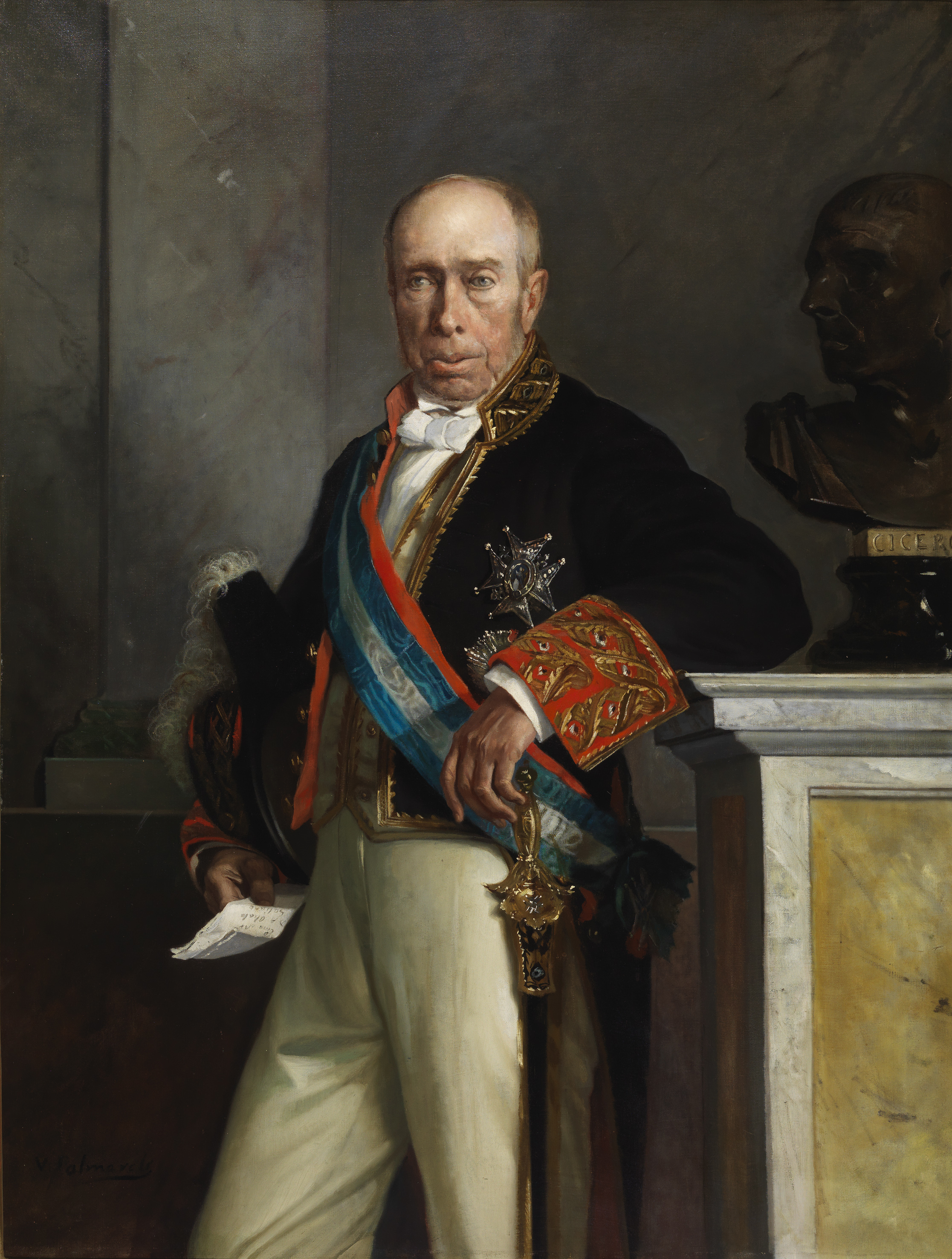
Вісенте Пальмаролі. «Міністр Антоніо Алькала Гальяно», бл. 1870 р.

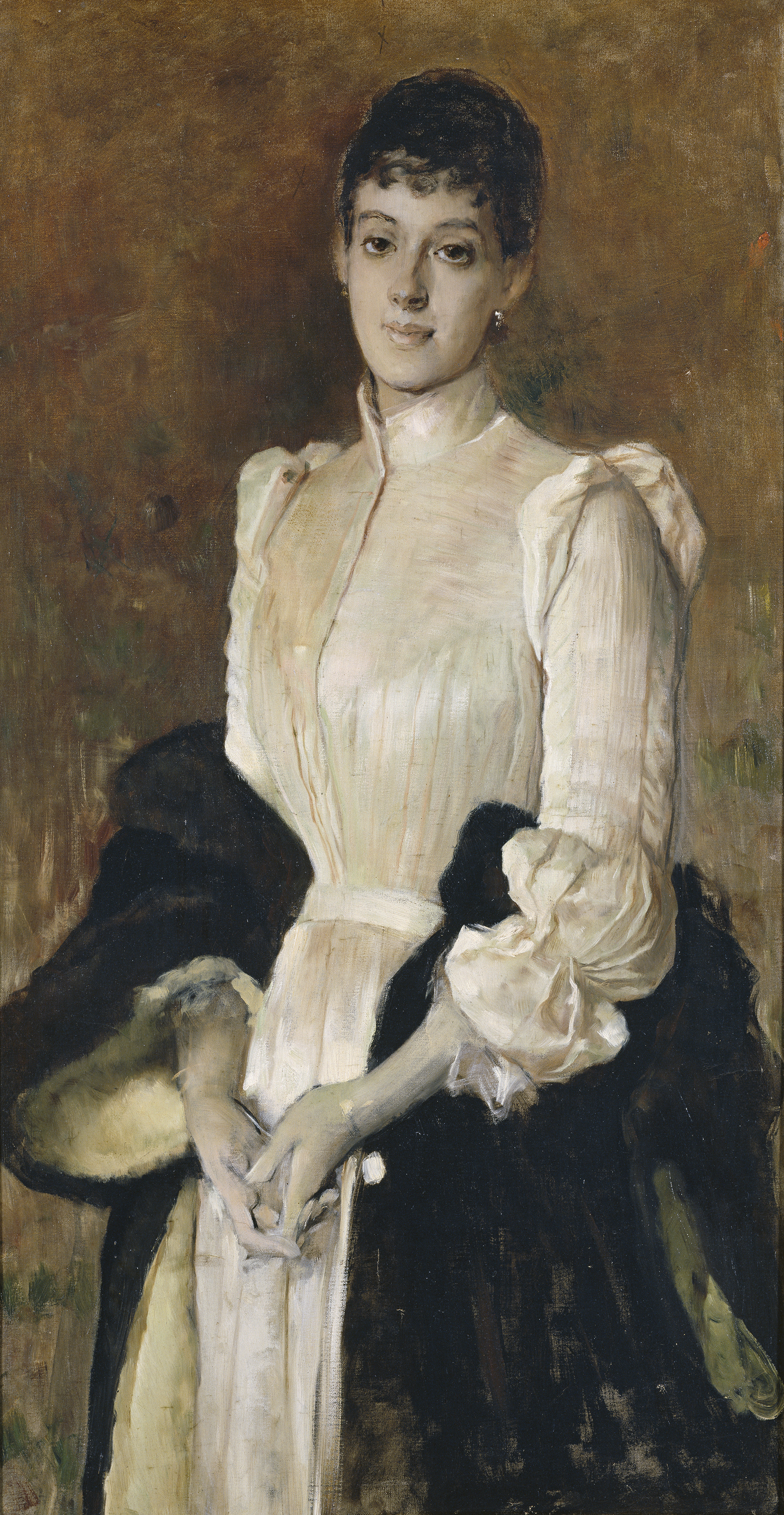
Вісенте Пальмаролі. «Портрет Консепсьйон Мірамон», 1889 р.

Суттєве мистецтво Іспанії, його національні традиції ґрунтувались на суворому реалізмі і навіть натуралізмі. В 19 ст. Мистецтво Іспанії почало мінятисяу бік загальєвропейських процесів, в мистецтво, в живопис Іспанії прийшли як пейзажний жанр, так і легковажне неорококо. Якщо від запровадження пайзажу (і графіки як такої, що не мали поширення в монархічній країни) мистецтво Іспанії виграло, від запровадження неорококо посилилась лише декоративна його складова та запанували неглибокі смаки Паризького Салону.
Вісенте Пальмаролі, тісно пов'язаний з королівським двором Іспанії, починав як виученик академізму (малюнок"Христом миє ноги апостолам", антикізована картина «Приховане кохання», «Донька фараона знайшла немовля Мойсея» та інші). Він почав працювати в стилі, навіяному Паризьким Салоном і митцями Франції на кшталт Ернеста Мейсоньє (анекдотичні і безсюжетні ситуації з життя надзвичайно багатих верств населення, князів світських та церковних, кардиналів, марнуючих життя на незначими дрібниці багатих жінок).
Згодом реалістична манера художника зміцніла лише в портретах. Він продовжив національну традицію подавати портретованих без ідеалізації, не приховуючи ні вад зовнішності, ні недоліків характерів («Автопортрет», «Міністр Антоніо Алькала Гальяно»). Поверхнево привабливими він залишив лише офіційні жіночі портрети («Портрет принцеси Ізабели де Бурбон», «Портрет Консепсьйон Мірамон», «Літні дні»).
Про мало реалізовані потенції власного обдарування свідчила картина «Розстріл іспанців вояками армії Наполеона 3 травня 1808 року в Мадриді», 1871 рік. Але цей напрямок не отримав суттєвого продовження.

## Адміністративна кар'єра і перебування в Парижі
- Вісенте Пальмаролі включили до складу іспанської делегації на Всесвітню виставку у Парижі. Там же відбулась зустріч з салонним мистецтвом Ернеста Мейсоньє, що мало вплив і на творчість іспанського митця.
- 1872 року він отримав від королівського уряду посаду професора Королівської академії витончених мистецтв Сан-Фернандо.
- 1873 року Пальмаролі оселився в Парижі, де створював невеликого розміру картинки з анекдотичними і легковажними сюжетами на потребу заможної публіки.
- 1883 року він перебрався у Рим, де отримав від короля Іспанії посаду директора Іспанської академії красних мистецтв.
- 1894 року Вісенте Пальмаролі повернули до Мадрида, де він отримав призначення на посаду директора Музею Прадо. Пальмаролі утримував посаду директора Королівського музею Прадо до власної смерті у 1896 році. Переніс інсульт, став інвалідом і помер від ускладнень хвороби.

## Обрані твори (перелік)
- «Донька фараона знайшла немовля Мойсея»
- «Портрет скульптора Педро Колладо де Техада», 1858 р.
- «Створення тонзури» («В цирюльні»)
- «Хвороба кохання»
- «Приховане кохання»
- «Момент тиші»
- «У кравчині»
- «Захоплююча історія»
- «Художник Вентура Мьєра», 1866 р.
- «Портрет пані Консепсьйон Мірамон»
- «Шляхетна пані в блакитній сукні»
- «Балерина» («За лаштунками театра»)
- «Літні дні»
- «Баталія при Тетуані»
- «Міністр Антоніо Алькала Гальяно», 1870 р.
- «Порцелянова зала в Королівському палаці в Мадриді», 1870 р.
- «Розстріл іспанців вояками армії Наполеона 3 травня 1808 року в Мадриді», 1871 р.
- «Густаво Адольфо Бекьєр в труні», 1871 р.
- «Король Іспанії Амедео І», 1872 р.
- «Жіноча модель в майстерні художника», 1880 р.
- «Зізнання», 1883 р.

## Обрані твори (галерея)

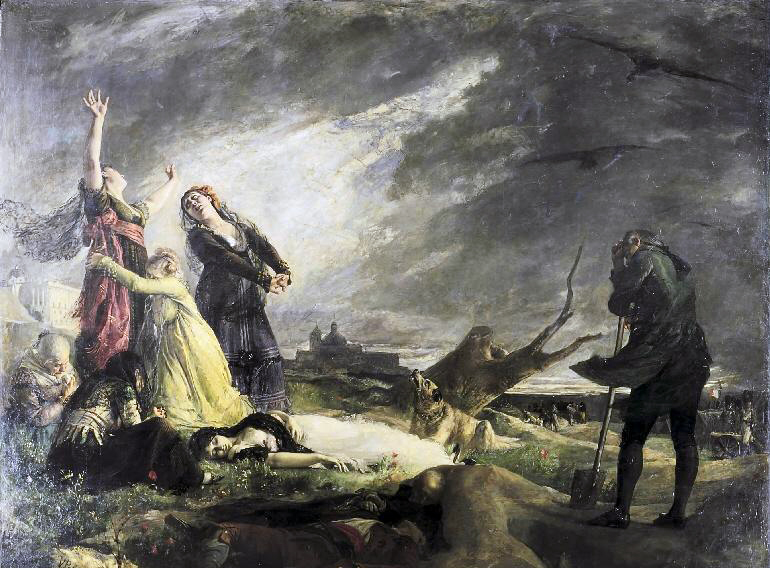
Вісенте Пальмаролі. «Розстріл іспанців вояками армії Наполеона 3 травня 1808 року в Мадриді», 1871 рік.

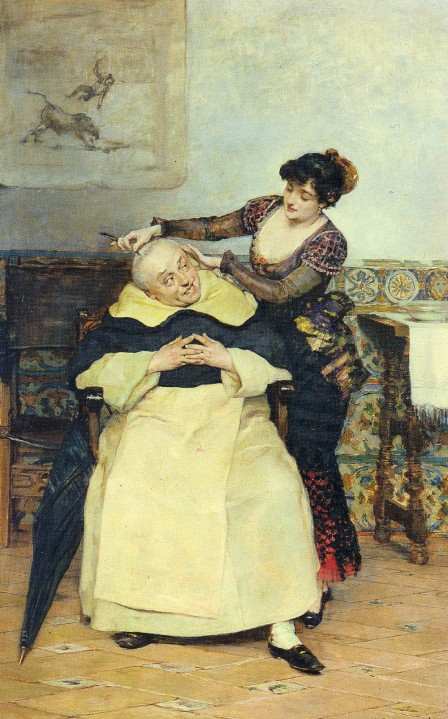
Вісенте Пальмаролі. «Створення тонзури» (недатовано)
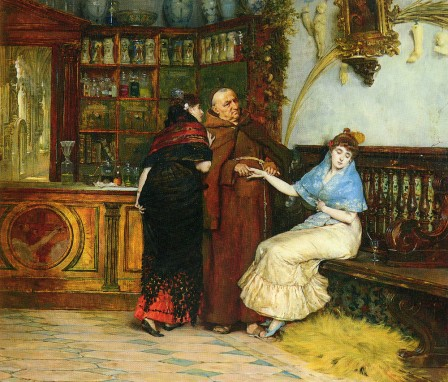
Вісенте Пальмаролі. «Хвороба кохання»
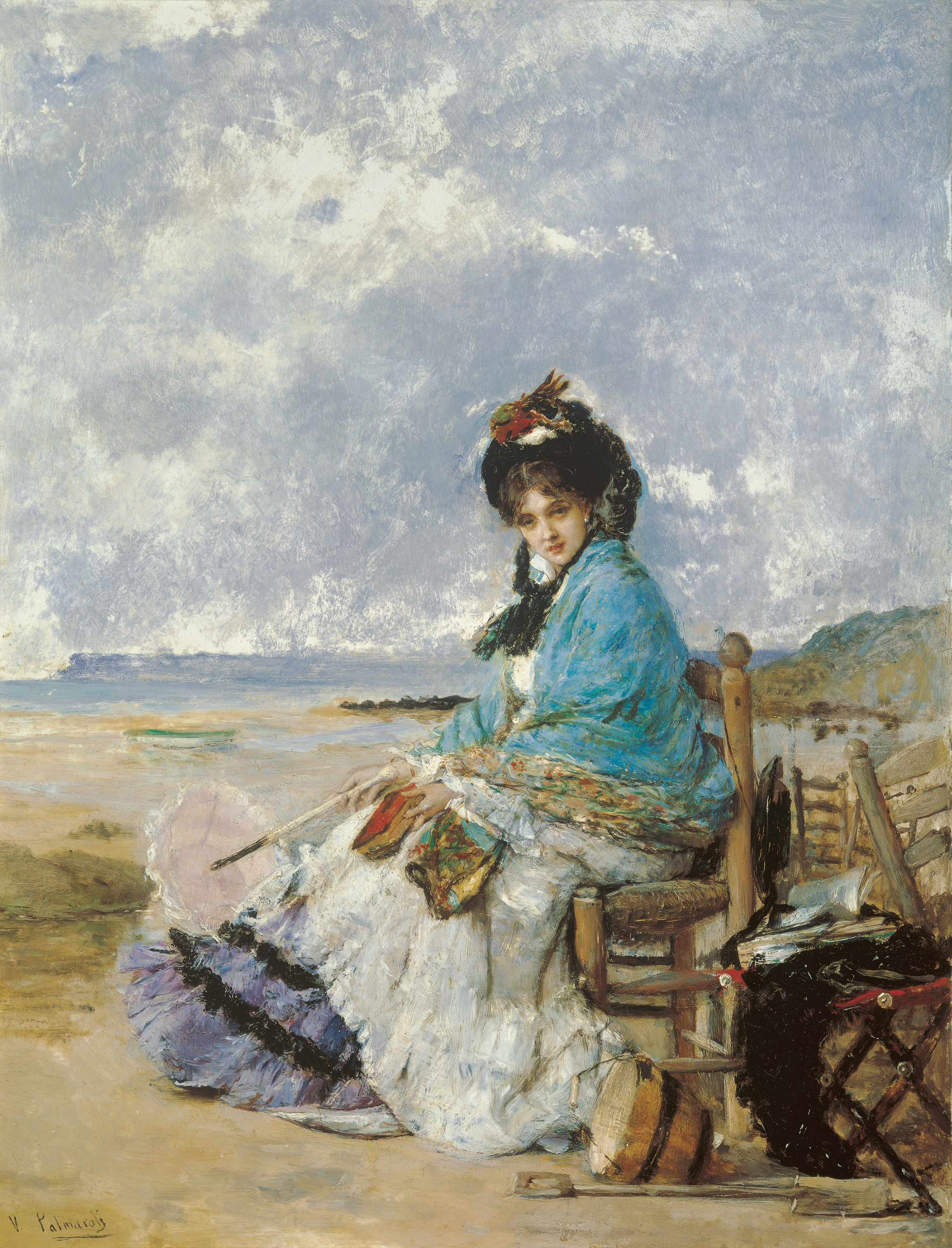
Вісенте Пальмаролі. «Літні дні»